# Castel de Cabra
Castel de Cabra település Spanyolországban, Teruel tartományban. Castel de Cabra Palomar de Arroyos, Montalbán, Torre de las Arcas, Cañizar del Olivar és La Zoma községekkel határos. Lakosainak száma 84 fő (2024).

## Népesség
A település népessége az utóbbi években az alábbiak szerint változott:
| Lakosok száma | 159  | 149  | 151  | 143  | 138  | 128  | 112  | 96   | 95   | 84   |
|               | 2001 | 2004 | 2007 | 2009 | 2012 | 2014 | 2017 | 2019 | 2022 | 2024 |